# 3475 Fichte
3475 Fichte (1972 TD) là một tiểu hành tinh vành đai chính được phát hiện ngày 4 tháng 10 năm 1972 bởi Kohoutek, L. ở Bergedorf.
Nó được đặt theo tên German writer Hubert Fichte.